# Schlegel (Rosenthal am Rennsteig)
Schlegel è una frazione del comune tedesco di Rosenthal am Rennsteig.

## Storia
Il 1º gennaio 2019 il comune di Schlegel venne fuso con i comuni di Birkenhügel, Blankenberg, Blankenstein, Harra, Neundorf e Pottiga, formando il comune di Rosenthal am Rennsteig.